# Université médicale internationale
L'université médicale internationale (en anglais : International Medical University ou IMU) est une université privée de langue anglaise de Malaisie située dans la ville de Kuala Lumpur. C'est la première université médicale privée de la Malaisie[réf. souhaitée]. Créée en 1992, l'université est active dans la recherche et l'enseignement dans la médecine et de la santé avec une forte orientation internationale. Le principal bailleur de fonds de l'université est Khazanah Nasional, le fonds souverain du gouvernement de la Malaisie. Khazanah Nasional est également l'actionnaire majoritaire de la société Parkway Holdings basée à Singapour, le plus grand fournisseur de soins de santé privé de l'Asie du Sud-Est[réf. souhaitée].
L'université comprend des filières en médecine, médecine dentaire, pharmacie, chimie pharmaceutique, soins infirmiers, sciences infirmières, diététique avec la nutrition, la nutrition, la psychologie, les sciences biomédicales, la biotechnologie médicale, la chiropractie, et la médecine chinoise.